# Die schwarze Orchidee (Film)
Die schwarze Orchidee (Originaltitel: The Black Orchid) ist ein US-amerikanisches Filmdrama von Martin Ritt aus dem Jahr 1958. Premiere feierte der Film im selben Jahr bei den Internationalen Filmfestspielen von Venedig. Der allgemeine Kinostart in den USA erfolgte erst am 12. Februar 1959. In Deutschland kam der Film am 24. März 1959 in die Kinos.

## Handlung
Die Witwe Rose Bianco, deren Ehemann Tony von Gangsterkomplizen umgebracht wurde, leidet darunter, dass ihr Sohn Ralph kriminell geworden ist. Für das Aufbrechen von Parkuhren wurde er in ein Arbeitscamp geschickt. Rose, die sich mit der Herstellung künstlicher Blumen durchschlägt, ist verbittert.
Frank Valente ist Witwer und der Vater von Mary, die ihren Verlobten Noble bald heiraten und mit ihm nach Atlantic City ziehen will. Er ist ein Freund der Familie von Giulia Gallo, einer Nachbarin von Rose. Frank verliebt sich in Rose, deren Trauerkleidung ihn an schwarze Orchideen erinnern. Doch Rose blockt jedes Gespräch mit ihm ab. Dennoch lässt sie es zu, dass er sie zu einem Besuch im Arbeitscamp begleitet. Dort macht ihr Ralph schwere Vorwürfe. Er macht sie für den Tod seines Vaters und für seine unglückliche Lage verantwortlich. Gleichzeitig wird sie von dem Aufseher Harmon gewarnt, dass Ralph, sollte er nochmals versuchen zu fliehen, in ein besonderes Internat geschickt wird.
Am nächsten Wochenende trifft sich Frank mit Rose. Er erzählt ihr, dass seine Frau nach Marys Geburt psychisch erkrankt und später gestorben ist. Er will nun in Somerville, wo er sein Geschäft hat, ein Haus kaufen. Frank macht Rose einen Heiratsantrag, den sie zu seinem Erstaunen annimmt. Seine Tochter Mary jedoch will verhindern, dass ihr Vater die Witwe eines Gangsters heiratet. Doch Frank ist entschlossen, Rose zu heiraten. Beim nächsten Besuch im Arbeitscamp weiht Frank Ralph in seine Pläne ein. Ralph ist sehr erfreut, besonders als er erfährt, dass er mit ihnen zusammenleben soll.
Mary will mit ihrem Mann zu Frank ziehen, um seine Hochzeit mit Rose zu verhindern. Der verärgerte Noble schickt sie nach Hause, wo sie Frank und Rose sieht, die sich leidenschaftlich küssen. Sie schließt sich in ihrem Zimmer ein, wie es ihre Mutter nach ihrer Geburt getan hat. Rose löst die Verlobung, damit Frank mit Mary zusammenleben kann. Sie wird daraufhin informiert, dass Ralph aus dem Arbeitscamp entflohen sei.
Frank geht am Sonntag in die Kirche und betet für Mary und Ralph. Ralph betritt während der Messe die Kirche und erfährt, dass es nicht die Probleme seiner Mutter waren, die zur Entlobung führten. Gleichzeitig sucht Rose, die sich eingesteht, dass ihre Geldgier ihren Mann zum Gangster werden ließ, Mary auf und bittet sie um ihr Einverständnis, dass sie mit Frank zusammen lebt. Mary lenkt schließlich ein und lädt sie ein, zum Kaffee zu bleiben. Der zurückkehrende Frank ist überrascht, als er Mary und Rose zusammen sieht. Er teilt Rose mit, dass er Ralph zurück ins Arbeitscamp gebracht und mit Harmon gesprochen habe, der Ralph doch nicht ins Internat schickt. Als auch Marys Verlobter Noble erscheint, setzen sich die beiden Paare zum Frühstück. Später holen Frank und Rose Ralph vom Arbeitscamp ab, um ihr neues gemeinsames Leben zu beginnen.

## Hintergrund
Hal Pereira und Sam Comer waren für die Filmausstattung zuständig, Edith Head für die Kostüme. John P. Fulton sorgte für die Spezialeffekte.
Zum Zeitpunkt der Dreharbeiten war Sophia Loren 23 Jahre alt, nur zehn Jahre älter als Jimmy Baird, der ihren Sohn spielte. Sie war zu dem Zeitpunkt seit einem Jahr mit dem Produzenten Carlo Ponti verheiratet. Für Ina Balin war es das Debüt auf der Kinoleinwand. Auch für Produzent Ponti war es eine Premiere; der Film war die erste von ihm mitproduzierte Hollywood-Arbeit.

## Kritiken
Das Lexikon des internationalen Films fand, der Film sei „etwas umständlich und mit lautstarkem italienischem Temperament in Szene gesetzt, wobei interessante Einblicke in das kleinbürgerliche Leben der Italo-Amerikaner gelingen“. Das Lexikon meinte zudem, dass „die psychologischen und dramaturgischen Mängel […] durch die schauspielerischen Leistungen von Anthony Quinn und Sophia Loren etwas verdeckt“ würden. Die Filmzeitschrift Cinema bezeichnete den Film als „authentisches Porträt italienischer Einwanderer in New York“.
Die Zeitschrift Variety lobte Ritts „ehrliche Regiearbeit“, der die „umständliche Geschichte“ mit „sanfter, autoritärer Hand“ inszeniert habe.

## Auszeichnungen
Bei den Internationalen Filmfestspielen von Venedig gewann Sophia Loren 1958 die Coppa Volpi als beste Darstellerin. Regisseur Martin Ritt war für den Goldenen Löwen nominiert.